# Маруашвили, Леван Иосифович
Леван Иосифович Маруашвили (груз. ლევან მარუაშვილი; 25 октября 1912, Новочеркасск — 5 декабря 1992, Тбилиси, Грузия) — грузинский физикогеограф. Доктор географических наук (1954), профессор (1965). Заслуженный деятель науки Грузии (1966) и Абхазии (1984). Почётный член Русского географического общество (1985). Руководитель отделение геоморфологии и палеогеографии Института географии имени Вахушти Багратиони Академии наук Грузинской ССР (1956—1992). 1938-52 годах работал старшим учителем в Кутайском и Сохумском педагогических институтах.

## Биография
Родился 25 октября 1912 года в городе Новочеркасске Ростовской области, в семье инженера-дорожника. В 1914 году семья возвратилась в Грузию. В 1919 он поступил во II трудовую школу города Тбилиси. С 1926 по 1930 годах учился в Тбилисском гидротехникуме и одновременно работал в полевых отрядах Верхне-Сванетского участка в качестве техника-гидролога. В 1932—33 годах работал на Казбекской турбазе. В 1933 году поступил на естественный факультет Тбилисского государственного университета, одновременно сотрудничал в редакциях газет «Вечерний Тбилиси» и «Заря Востока» в качестве литсотрудника. В 1938 году окончил геолого-географический факультет Тбилисского университета. Работал ассистентом кафедры географии Кутаисского педагогического института, затем — в Институте географии имени Вахушти, специализируясь в таких областях науки, как геоморфология, палеогеография, спелеология и гляциология.
В 1941 году в самом начале Великой Отечественной войны его призвали в действующую армию. После окончания ускоренных курсов Харьковской интендантской Академии участвовал Сталинградской битве и в операциях по обороне Кавказа. С 1943 по 1946 годах находился в составе отряде «Спецегео» по обеспечению боевых действий в условиях высокогорья Кавказа и принимал участие в военно-географических экспедициях в Южную Грузию.
После демобилизации в 1946 году за короткий срок подготовил и в 1947 году успешно защитил кандидатскую диссертацию на тему «Карст обломочных пород, его геоморфологическая характеристика в свете общего карстоведения, на примере Центральной Мегрелии (Западная Грузия)». С 1947 года — доцент Кутаисского педагогического института, с 1949 по 1953 гг — заведующий кафедрой географии Сухумского педагогического института. Зашитил в 1952 году докторскую диссертацию на тему: «Южно-Грузинское вулканическое нагорье (строение, рельеф, история развития)». На основе этой работы внёс существенный вклад в решение проблемы изучения вулканических областей альпийско-средиземноморского пояса, которая не потеряла своего значения до сегодняшнего дня.
Написал более 500 научных трудов, которые и сейчас не утратили своё значение. Его основной предмет исследования — геоморфология. После его интенсивных исследований были детально изучены отдельные геоморфологические районы Грузии. После комплексного изучения территории Грузии была опубликована обширная фундаментальная монография под названием «Геоморфология Грузии» (главный редактор Л. Маруашвили), которая для грузинских географов до сих пор является настольной книгой. За этот труд Л. Маруашвили получил в 1970-е гг. золотую медаль им. Николая Пржевальского от Географического Общества СССР.
В 1985 г. был награждён грузинской государственной премией за заслуги в научной деятельности.
Похоронен на Сабурталинском кладбище.

## Научная деятельность
Спелеологическая экспедиция 1960 года Института географии имени Вахушти Багратиони Академии наук Грузинской ССР под руководством Л. И. Маруашвили открыла и в первые до 150 м исследовала Пещеру Крубера, которая является одним из глубочайших пещер мира. В географическом литературе термин «карстосфера» был предложен Л. И. Маруашвили, который считал, что карстосфера — это часть литосферы, служащая ареной карстовых явлений.
В его научной деятельности одно из главных мест занимает спелеология. Он в своих капитальных трудах детально рассмотрел возраст карстовых рельефных форм Грузии. Для исследования пещер он организовал спелеологические экспедиции, такие как экспедиции в пещере Цуцхвати в Западной Грузии. В 1973 г. он опубликовал крупный научный труд «основы спелеологии».
Кроме науки интересовался литературой; В юном возрасте писал стихи, романы, рассказы, пьесы, которые в большинстве случаев имели незаконченный вид. Большой вклад внёс в изучении Руствелологии. Им была вскрыта замаскированная за поэтическим взором географическая арена действия героев поэмы. В связи с этим он опубликовал свыше 20 работ.
Участвовал в покорении вершин Брутсабдзели (3670 м), Бангуриани (3838 м), Куро (4071 м), Тетнульд (4852 м), Казбек (5047 м) и др. 1932 году побывал в экспедиции на Памир.
Некоторые свои труды посвятил также палеогеографии. В Москве в 1985 г. вышел на русском языке «Палеогеографический словарь». Он также создал первые фундаментальные труды по физической географии Кавказа. Успешно работал по изучению картографического наследства Вахушти Багратиони.
1920—1930 гг. занимался альпинизмом. За этот период он покорил несколько важнейших вершин. В 1929 г. поднялся на вершину Брутсабдзел (Джавский хребет, 3670 м), а также на Куро (хребет Куро, 4041 м), Казбек (Хохский хребет, 5047 м) и т. д. Участвовал в экспедиции на Памир. Л. Марушвили написал несколько десятков статей для Грузинской советской энциклопедии.
Автор ряда фундаментальных работ: «Физическая география Грузии» (1969—1970), «Физическая география Кавказа» (1975—1986), «Основы пещероведения» (1973), «Палеогеографический словарь» (1985) и др. 1971 году вышла в свет коллективная монография «Геоморфология Грузии», а 1991 году «Грузия в антропогенне» редактор и главный автор которых был Маруашвили. В 1982 году принял участие в составлении «Красной книги Грузинской ССР».
Маруашвили опубликовал свыше 500 научных и научно-популярных работ на грузинском и русском языках, среди которых 30 монографий. Основные направления деятельности Маруашвили, в исследование которых он внес существенный вклад: физическая география, геоморфология, гляциология, спелеология, карстология, палеогеография, четвертичная геология, историческая география.

## Сочинения
- Маруашвили Л. И. Палеогеографический словарь / Рец.: Г. И. Лазуков, Л. Р. Серебрянный; Худож. В. А. Захарченко. — М.: Мысль, 1985. — 368 с. — 29 000 экз.
- Маруашвили, Л. И. Целесообразность пересмотра существующих представлений о палеогеографических условиях ледникового времени на Кавказе. Тб., 1956
- Маруашвили, Л. И. Элементы исторической географии в трудах Вахушти Багратиони. 1973
- მარუაშვილი ლ., საქართველოს ფიზიკური გეოგრაფია, ნაწ. 1 თბილისი 1969
- მარუაშვილი ლ., საქართველოს ფიზიკური გეოგრაფია, ნაწ. 2 თბილისი 1970
- მარუაშვილი ლ., კავკასიის ფიზიკური გეოგრაფია, ნაწ. 1 თბილისი 1975
- მარუაშვილი ლ., კავკასიის ფიზიკური გეოგრაფია, ნაწ. 2 თბილისი 1981
- მარუაშვილი ლ., კავკასიის ფიზიკური გეოგრაფია, ნაწ. 3 თბილისი 1986
- მარუაშვილი ლ., ქართველო მოგზაური რაფიელ დანიბეგაშვილი და მისი ცნობები ინდოეთის, ბირმისა და ჩინეთის შესახებ. თბ., 1956
- მარუაშვილი ლ., დასავლეთ საქართველოს კარსტული ზოლის გეოგრაფიული და სპელეოლოგიური დახასიათების ცდა. თბ., 1963